# Pheidole laevithorax
}}
Pheidole laevithorax được Eguchi, K. phát hiện và mô tả vào năm 2008.